# Trần Ngọc Thành
Trần Ngọc Thành (khoảng 1834 –  tháng 5 năm 1862) (giản thể: 陈玉成; phồn thể: 陳玉成; bính âm: Chén Yùchéng; Wade–Giles: Ch'en Yu-ch'eng) vốn tên là Trần Phôi Thành (giản thể: 陈丕成; phồn thể: 陳丕成; bính âm: Chén Pīchéng), sinh tại Quảng Tây, là tướng quân của Thái Bình Thiên Quốc, sau được phong làm Anh vương. Biệt danh của ông là "Tứ nhãn cẩu" (chó 4 mắt) do có hai nốt ruồi nổi rõ dưới mắt. Hai nốt ruồi này nhìn từ xa giống hai con mắt, và làm cho một số quân Thanh khiếp sợ.

## Tiểu sử
Trần Phôi Thành sinh năm 1834 trong một gia đình nông dân tại huyện Đằng, tỉnh Quảng Tây. Ông được miêu tả là "mạo thậm tú mĩ, tuyệt vô sát khí". Năm 14 tuổi, ông cùng chú là Trần Thừa Dung tham gia vào Khởi nghĩa Kim Điền. Tận mắt chứng kiến sự trung dũng của ông, Hồng Tú Toàn đổi tên cho ông thành Ngọc Thành.
Năm 1854, trong lần công phá Vũ Xương lần thứ hai, Trần Ngọc Thành lập công, được thăng làm Điện hữu tam thập kiểm điểm, thống lĩnh Hậu thập tam quân của lục quân và Tiền tứ sư của thủy quân. Năm sau, theo Thừa tướng Tần Nhật Cương thu phục Vũ Xương, sau chuyển sang đánh Lư Châu, Vu Hồ, rồi được phong Thừa tướng. Năm 1856 theo Yến vương Tần Nhật Cương đi chi viện cho Trấn Giang, phá đại doanh Giang Bắc của quân Thanh. Tuần phủ Giang Tô Cát Nhĩ Kháng Khả, và thống soái đại doanh Giang Nam Hướng Vinh tự sát.
Năm 1857, Trần Ngọc Thành đại phá quân Thanh tại Đồng Thành. Năm 1858 được phong làm Tiền quân chủ tướng Dự thiên hầu, cùng Lý Tú Thành đánh Giang Bắc lần thứ hai vào tháng 9, đến tháng 12 thì thắng trận tại Tam Hà, tạm thời ổn định cục diện.
Năm 1859, Trần Ngọc Thành được phong làm Anh vương, dẫn quân đi thu phục Phố Khẩu. Đến năm sau, ông giải vây cho Thiên Kinh, phối hợp với các cánh quân tiêu diệt Đại doanh Giang Nam và tiến quân đến Chiết Giang. Sau đó, ông dẫn quân lên phía tây bắc đánh phản công quân Thanh vào năm 1861. Tuy thế, do sự phối hợp không tốt giữa các cánh của Thái Bình quân, Trần Ngọc Thành bị đẩy vào thế phòng ngự và cuối cùng buộc phải rút quân.
Tháng Năm, 1862, Trần Ngọc Thành liên hợp với Tấu vương Miêu Bái Lâm tiến công Hà Nam. Sau rồi Miêu Bái Lâm phản bội, dụ Anh vương Trần Ngọc Thành, Đạo vương Trần Sĩ Vinh cùng một số tướng lĩnh khác nộp cho Thắng Bảo. Thắng Bảo muốn giải Trần Ngọc Thành về Bắc Kinh, nhưng nghe tin quân Thái Bình chuẩn bị giải cứu cho ông nên tháng 6 năm 1862 mang Trần Ngọc Thành ra xử lăng trì tại Diên Tân, Hà Nam. Khi đó ông được 27 tuổi.
Kính phục tài năng quân sự và chiến thuật của Trần Ngọc Thành, quân triều đình Thanh đã chiêu hàng ông, nhưng ông từ chối. Trước khi bị xử tử, Trần Ngọc Thành thở dài nói: "Ta chỉ sợ Thái Bình Thiên Quốc sẽ mất toàn bộ khu vực phía bắc sông Dương Tử sau khi ta chết!" Những lời nói cuối cùng của ông sau này đã trở thành sự thật.